# Hochfeld (Daiting)

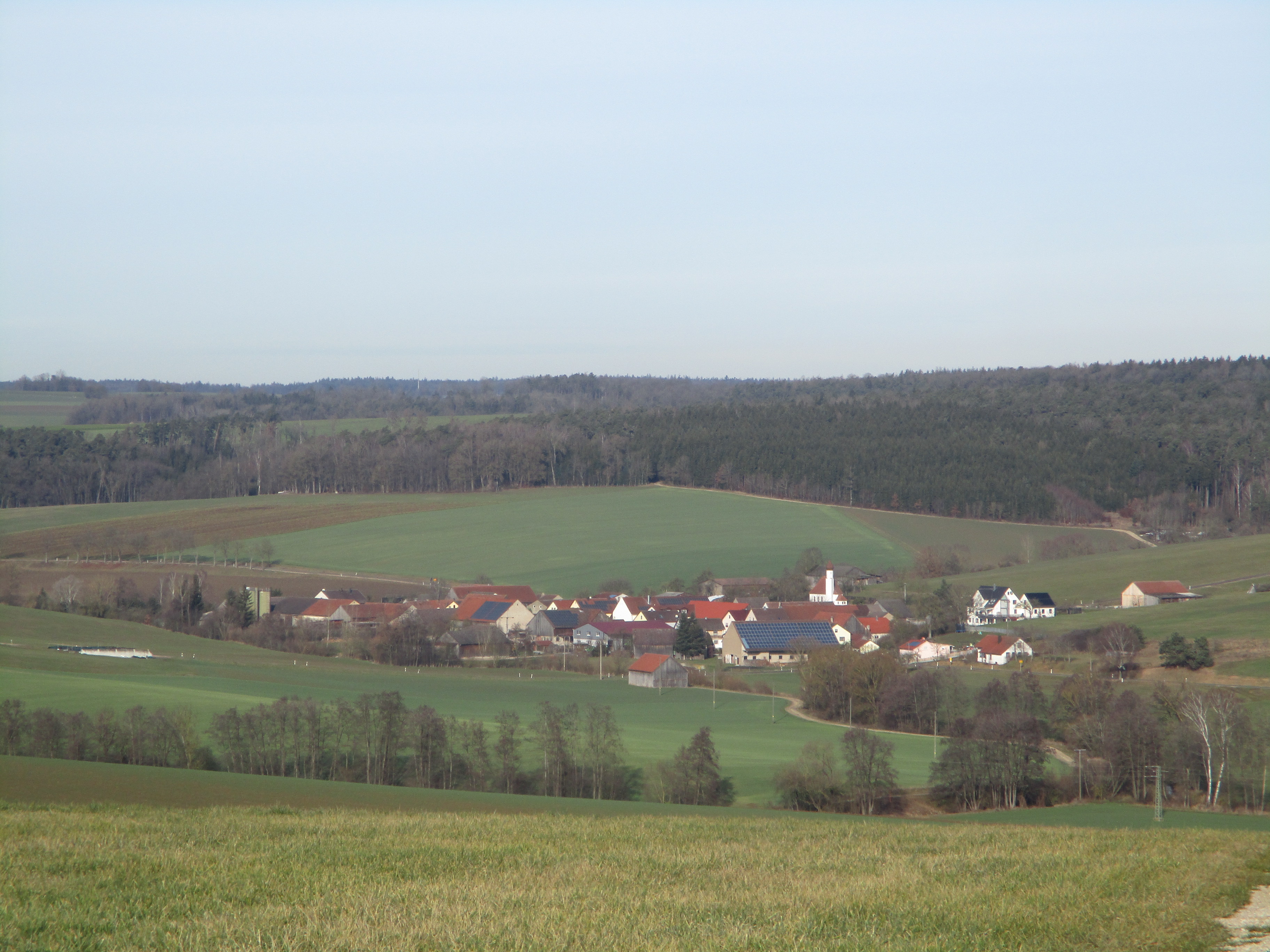
Hochfeld von Süden

Hochfeld ist ein Gemeindeteil der Gemeinde Daiting im Landkreis Donau-Ries (Regierungsbezirk Schwaben, Bayern) und eine Gemarkung. Zur Gemarkung gehören  Reichertswies und Unterbuch.
Das Kirchdorf liegt im Usseltal, Unterbuch und Reichertswies in den hügeligen Jurahöhen der Südlichen Frankenalb. Unterbuch gehört zu den Grenzorten des alemannischen Dialektraums. Hochfeld und Reichertswies sowie der Hauptort Daiting gehören bereits zum bairischen Dialektraum.
Hochfeld mit seinen Ortsteilen war bis zum 1. Juli 1972 eine selbständige Gemeinde im Landkreis Donauwörth und wurde an diesem Tag im Zuge der Gebietsreform in Bayern dem Landkreis Donau-Ries, bis zum 1. Mai 1973 mit der Bezeichnung Landkreis Nördlingen-Donauwörth, zugeschlagen. Am 1. Juli 1974 erfolgte die Eingemeindung in die Gemeinde Daiting.
Hochfeld, Reichertswies und Unterbuch gehören zur katholischen Pfarrei Sankt Joseph in Baierfeld.